# Childerich II.
Childerich II. (653?–675 Chelles) byl od roku 662 franským králem Austrasie a od roku 673 až do své smrti i králem Neustrie a Burgundska, čímž byl poslední dva roky svého života jediným králem celé Franské říše. Byl druhým nejstarším synem krále Chlodvíka II. a vnukem krále Dagoberta I. a královny Nanthildy. Jeho matkou byla Balthilda a starším bratrem byl Chlothar III., který byl v roce 661 krátce králem všech Franků.

## Životopis
V roce 662 po sporu s austrasiánskou šlechtou a s Chimnechildou, vdovou po Sigibertovi III. uvolnil Chlothar III. trůn v Austrasii Childerichovi II. Když byl Childerich II. prohlášen za králem Austrasie, byl ještě dítětem a tak za nedospělého krále vládla Chimnechilda, jako regentka, která ho v roce 668 oženila se svojí dcerou Bilichildou.
Když Chlothar III. v roce 673 zemřel, zdědil jeho království Theuderich III., jeho nejmladší bratr, ale frakce prominentních burgundských šlechticů vedená biskupem Leodegarem a alsaským knížetem Adalrichem pozvala Childericha, aby se stal králem v Neustrii i Burgundsku. Childerich brzy napadl království svého staršího bratra a donutil ho k rezignaci, čímž se stal se jediným králem Franků. S majordomem královského paláce Wulfoaldem, odebral Ebroinovi úřad majordoma v Neustrii a zlikvidoval jeho příznivce v Burgundsku, kteří si nepřáli mít majordoma, který by úřad jejich království ovládal z Austrasie. V březnu 675 Childerich pasoval Adalricha knížetem Alsaska. Tento vysoký šlechtický titul byl s největší pravděpodobností výsledkem Adalrichovy trvalé podpory Childericha v Burgundsku.
Poslední kapkou pro šlechtice v Neustrii byl Childerichův nezákonný tělesný trest pro prominentního šlechtice jménem Bodilo. Bodilo a jeho přátelé Amalbert a Ingobert se spikli, a nechali krále i jeho rodinu zavraždit. Childerich byl spolu s jeho manželkou Bilichildou a jeho pětiletým synem Dagobertem zavražděn na lovu v logneském lese poblíž Chelles. Byl pohřben se svojí rodinou v klášteře Saint-Germain-des-Prés poblíž Paříže.
V roce 1645 byly objeveny jejich hrobky. Obsah hrobky Bilichildy a jejich malého syna Dagoberta byl odcizen. Kromě zmíněného prince Dagoberta měli ještě jednoho syna, budoucího krále Chilpericha II.